# 羅克蘭 (密歇根州)
羅克蘭（英語：Rockland）是位於美國密歇根州昂托納貢縣羅克蘭鎮區的一個普查規定居民點。

## 人口
根據2020年美國人口普查的數據，羅克蘭的面積為1.14平方千米，當中陸地面積為1.14平方千米，而水域面積為2.80平方千米。當地共有人口173人，而人口密度為每平方千米151.75人。